# شركة تطوير صناعات السكك الحديدية الإيرانية
شركة تطوير صناعات السكك الحديدية الإيرانية (IRICO) ( إيريكو ) هي شركة إيرانية لتصنيع عربات الركاب. تأسست الشركة في عام 2003 وبدأت الإنتاج التسلسلي لمركبات السكك الحديدية في عام 2009. تمتلك الشركة العديد من التراخيص لتصنيع المركبات المتحركة بالتعاون مع شركات مثل هيونداي روتيمو سيمنس نيكساس و ستالدر فليرت و مركز أبحاث نانجينغ بوتشن .

## تاريخ الشركة
تأسست شركة تطوير صناعات السكك الحديدية الإيرانية (IRICO) في عام 2008 بهدف التصنيع المحلي للمعدات المتحركة بما في ذلك مركبات المترو والضواحي والسكك الحديدية الخفيفة والمونوريل. استثمار بقيمة 45 مليون دولار لإنشاء مصنع في أبهر ، مقاطعة زنجان، إيران. 
بدأ الإنتاج في المصنع في فبراير 2009 بعد الافتتاح الرسمي في ديسمبر 2008؛  عند البداية كانت سعة المصنع 100 مركبة سنويًا بنظام العمل في وردية واحدة. 
في عام 2004، دخلت شركة روتيم في اتفاقية نقل التكنولوجيا والتصنيع (بقيمة 110 مليون يورو) مع شركة إيريكو لتوريد مجموعات قطارات الركاب؛ وكان من المقرر أن تصنع شركة روتيم 24 وحدة في عام 2006، وتم تجميع 24 وحدة من مجموعات CKD بواسطة شركة إيريكو، وتم تصنيع الباقي بواسطة شركة إيريكو بمساعدة شركة روتيم. تم تصنيع القطارات لشركة راجا لقطارات الركاب .   
في عام 2010 فازت شركة إيريكو بعقد لتوريد 135 مركبة لمترو شيراز .
في مارس 2016، استحوذت مجموعة IGG على شركة إيريكو. 
تم تمديد عقد DMU في ديسمبر 2017 إلى عقد آخر لتوريد 450 سيارة DMU لزيادة قدرة نقل الركاب في إيران. سيتم بناء أول 150 مركبة في مصنع هيونداي روتيم في تشانغوون بكوريا . وسيتم تجميع المركبات الـ300 المتبقية محليًا بواسطة شركة تطوير صناعة السكك الحديدية الإيرانية (إيريكو). سيتم تسليم جميع السيارات البالغ عددها 450 سيارة خلال 78 شهرًا من توقيع العقد. حصلت على عقد بقيمة 856 مليون دولار أمريكي من شركة السكك الحديدية للجمهورية الإسلامية الإيرانية ( RAI نسخة محفوظة 2021-05-20 على موقع واي باك مشين. ) لتوريد 150 وحدة ديزل ثلاثية السيارات.   

## أنظر أيضاً
- صناعة السكك الحديدية الإيرانية

## روابط خارجية
- IRICO official website، مؤرشف من الأصل في 2009-02-21, Official site (archived)